# Ga Kita-Sanjūyo-Jō
Ga Kita-Sanjūyo-Jō (北34条駅) là nhà ga trên Tuyến Namboku ở Kita-ku, Sapporo, Hokkaido, Nhật Bản và được vận hành bởi hệ thống Tàu điện ngầm đô thị Sapporo. Nhà ga được đánh số N02.

## Bố trí ga
| G                                 | Mặt đất                                                    | Lối vào/Lối ra                    |
| Sân ga                            | Sân ga cạnh, cửa sẽ mở ở bên trái                          | Sân ga cạnh, cửa sẽ mở ở bên trái |
| Sân ga 1                          | Tuyến Namboku đi N03 Kita-Nijūyo-Jō (Hướng đi Makomanai) → |                                   |
| Sân ga 2                          | ← Tuyến Namboku đi N01 Asabu (Hướng đi Asabu)              |                                   |
| Sân ga cạnh, cửa sẽ mở ở bên trái |                                                            |                                   |

## Xung quanh nhà ga
- Quốc lộ 5, (đến Hakodate)
- Quốc lộ 274, (đến Shibecha)
- Bưu điện - Kita-Sanjūyo-Jō, Sapporo
- Sở cảnh sát - Kita-Sanjūyo-Jō
- Văn phòng Tư pháp Sapporo, chi nhánh Kita
- Best Denki, chi nhánh Sapporo
- Ngân hàng Sapporo Shinkin, chi nhánh Kita

## Lịch sử
Nhà ga mở cửa vào ngày 16 tháng 3 năm 1978 cùng với thời điểm mở rộng Tuyến Namboku từ Ga Asabu đến Ga Kita-Nijūyo-Jō.

## Hình ảnh

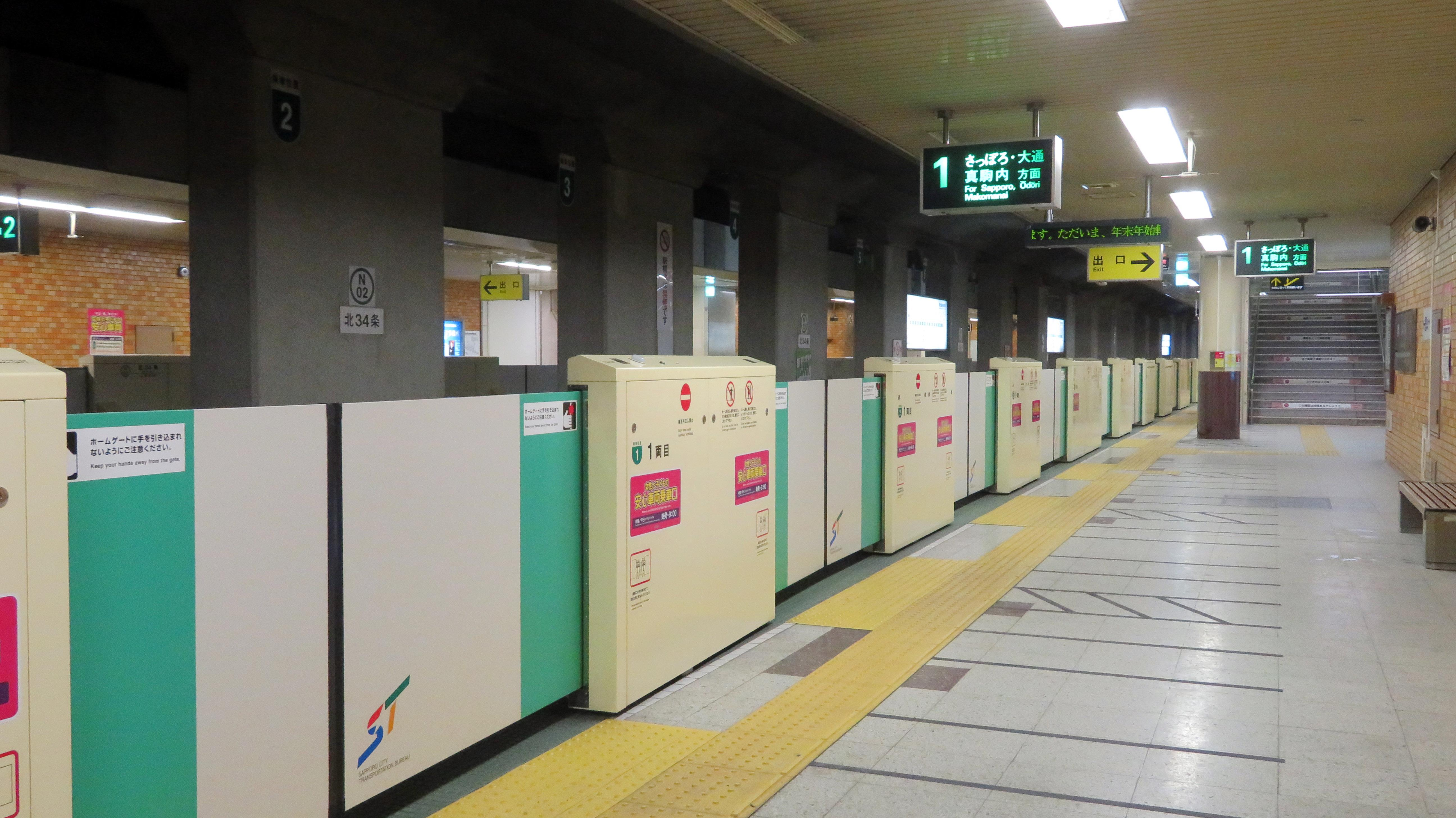
Sân ga ở nhà ga Kita-Sanjūyo-Jō